# Pavel Fjodorovič Blinov
Pavel Fjodorovič Blinov (rusko Павел Фёдорович Блинов), sovjetski (ruski) letalski častnik, letalski as in heroj Sovjetske zveze, * 20. september 1919, vas Vjazovka, (danes Saratovska oblast, Rusija), † 1998.

## Življenje
Rodil se je 20. septembra 1919 v vasi Vjazovka v današnji Saratovski oblasti. Leta 1938 je zapustil šolo in pričel delati v tovarni. 
Čez dve leti je vstopil v Rdečo armado in leta 1941 je končal pilotsko vojnoletalsko šolo; pozneje je opravljal dolžnosti letalskega inštuktorja v Iževsku.
Od marca 1943 je sodeloval v bojih v sestavi 5. in 2. zračne armade. 
Leta 1944 je vstopil v Komunistično partijo ZSSR.
Med celotno vojno je v 29 zračnih bojih sestrelil 5 lovcev Me-109 in Bf-190 ter na tleh uničil 3 bombnike, 24 tankov, 12 protiletalskih topov, 207 vozil, en trajekt, 14 železniških vagonov in 7 skladišč.
Po vojni je do leta 1955 delal na Ministrstvu za notranje zadeve Sovjetske zveze.

## Odlikovanja
- heroj Sovjetske zvezde: 10. april 1945 (№ 6080)
- red Lenina: 10. april 1945
- 2x red rdeče zastave: 1943 in 1944
- red Aleksandrega Nevskega: 1945
- red domovinske vojne 1. stopnje: 1943
- red rdeče zvezde: 1943
- medalja »Za osvoboditev Prage«
- medalja »Za zavzetje Berlina«